# フレドリック・ヴァレンタイン・メルスハイマー

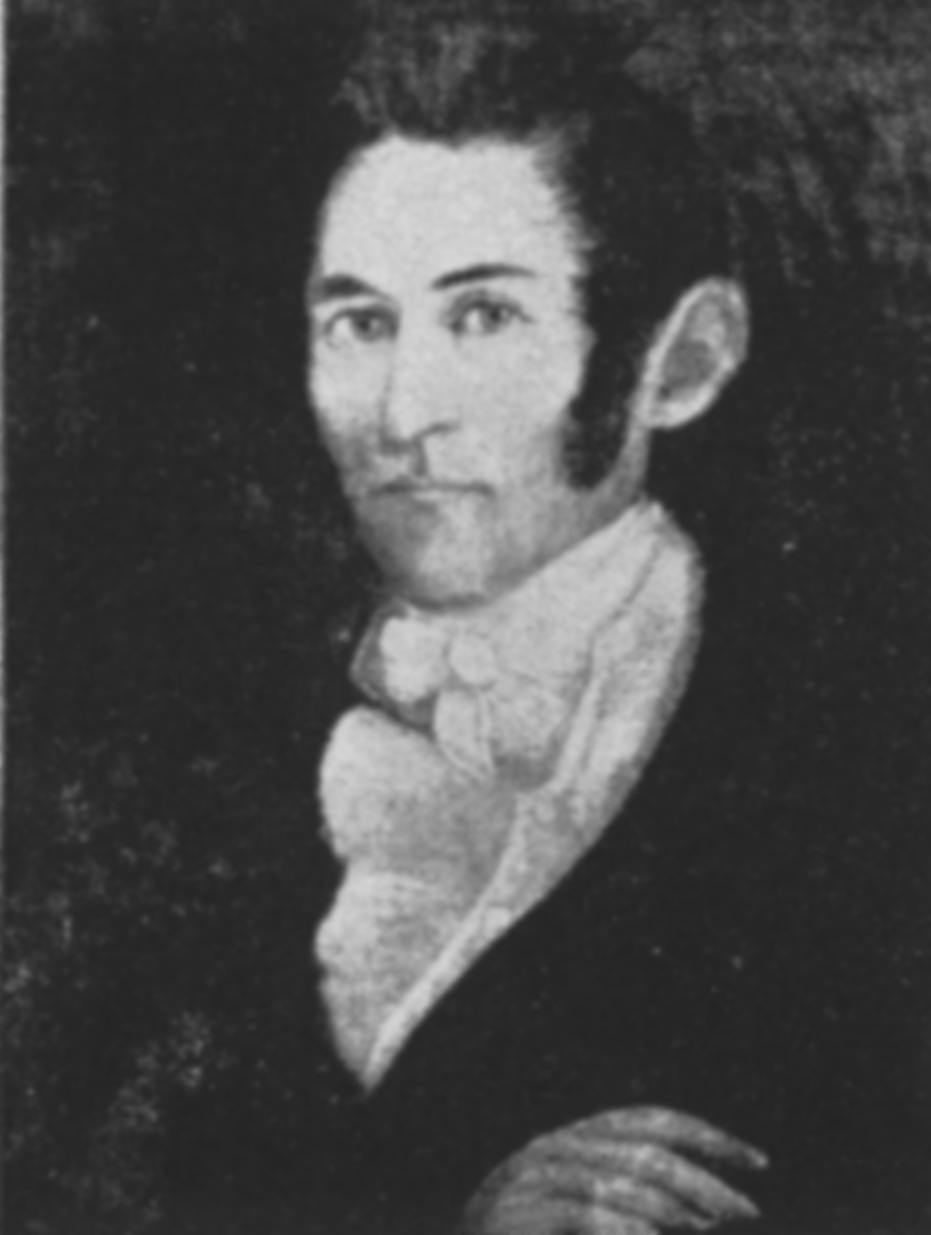
メルスハイマー

フレドリック・ヴァレンタイン・メルスハイマー（Frederick Valentine Melsheimer、1749年9月25日 - 1814年6月30日）は、ドイツ生まれでアメリカ合衆国で活動した、昆虫学者、ルター派の牧師である。『ペンシルバニアの昆虫目録』（"A Catalogue of Insects of Pennsylvania" :1806）の著者である。

## 生涯
ブラウンシュヴァイク＝ヴォルフェンビュッテル侯領のネーゲンボルンで生まれた。1772年から1776年の間、ヘルムシュテットで学び、ブラウンシュヴァイクからのドイツ人傭兵隊付きの牧師となった。アメリカ独立戦争で、部隊がイギリス軍に参加すると、メルスハイマーも1776年にカナダに渡った。1777年8月16日、ベニントンの戦いで敗れ、捕虜になり14ヶ月間留置された。釈放された後もアメリカに残り、説教者として働き、1785年にペンシルベニアのルター派監督会議（Lutheran ministerium of Pennsylvania）から監督官（ministry）に任じられた。1786年からペンシルベニア州のニューホランド、1790年からペンシルベニア州ハノーヴァーで牧師を務め、ペンシルベニア州のドイツ移民に大きな影響を与えた。信徒とともに昆虫の採集を趣味としておこなった。
メルスハイマーの昆虫標本は、息子のフレドリック・エルンスト・メルスハイマーと息子の友人のダニエル・チーグラーに引き継がれ、増加させられ、後にハーバード大学によって購入され、アメリカの大学が所有する最大の昆虫コレクションのもとになった。メルスハイマーの目録の出版は3巻の予定ではじめられたが、1806年に第1巻が出版された後、病気で中断された。『ペンシルバニアの昆虫目録』は60ページの著作で1,363種の甲虫の記述が行われた。
甲虫類の一種 Zorochros melsheimeri などに献名されている。